# Уж кто бы говорил 3
«Уж кто бы говорил 3» (англ. Look Who's Talking Now) — кинофильм. Продолжение фильма «Уж кто бы говорил 2». Также известен под названиями «Смотрите, кто заговорил 3».

## Сюжет
Молли и Джеймс уже давно вместе. Двое их детей — Майки и Джули — подрастают. У прежде успешной Молли проблемы: её уволили, и найти новую работу она никак не может. А «недотёпа» Джеймс, наоборот, серьёзно продвинулся в карьере: теперь он — хорошо зарабатывающий пилот солидной авиакомпании. Но не всё хорошо, как кажется: на него положила глаз глава компании Саманта. Молодая, богатая и эффектная дамочка уверена, что легко отобьёт понравившегося мужчину у «квёлой домохозяйки». Она водит своего пилота по ресторанам, постоянно сопровождает его в рейсах, и, зная, что сын Джеймса мечтает иметь щенка, дарит семье Убриакко элитного пуделя Дафну. Однако в этот же день ничего не подозревающий Джеймс берёт для Майки дворнягу Рокса из приюта.
Молли в шоке: мало того, что неприкрытые заигрывания Саманты вызывают у неё жуткую ревность, так ещё на голову свалились сразу две собаки! К тому же не простые, а говорящие. Конечно, этих разговоров, как и в предыдущих двух фильмах, окружающие не слышат, но результат выяснения отношений между Дафной и Роксом красноречивее всяких слов. Ковры описаны, обувь погрызена, посуда перебита, короче — дом вверх дном. К счастью, животные всё же находят друг с другом общий язык. И делают это вовремя, так как их совместные усилия очень пригодятся для спасения отца семейства от хищницы-босса. Ведь на Рождество коварная Саманта намерена отпраздновать победу, под предлогом деловой встречи заманив Джеймса в уединённый домик в горах. Молли, прихватив детей и собак, в отчаянии отправляется на поиски мужа. По пути они попадают в пургу, машина застревает в сугробе, а из чащи выскакивает волк. Тут и наступает звёздный час друзей человека. Рокс бесстрашно бросается в бой и одерживает победу. Затем он отправляет Дафну за помощью, и избалованная домашняя собачка с гордостью обнаруживает у себя способности «настоящего зверя», безошибочно выйдя к станции спасателей. Сам же Рокс мчится на запах хозяина и появляется у дверей «любовного гнёздышка» как раз в тот момент, когда наивный Джеймс наконец-то понимает, зачем его сюда привезли. Возмутившись и наплевав на угрозы увольнения от взбешенной Саманты, Джеймс в сопровождении Рокса спешит через лес к станции, где его ждут жена и дети. И пусть по дороге выясняется, что волк в лесу был далеко не один, а справиться с целой стаей не под силу даже крупной дворняге… Всё же наступает Рождество, а в Рождество просто обязаны случаться чудеса. Хотя бы для того, чтобы Майки, почти уже разуверившийся в существовании Санта-Клауса, поверил в него вновь.

## В ролях
- Джон Траволта — Джеймс Убриакко
- Кёрсти Элли — Молли Убриакко
- Дэвид Галлагер — Майкл (Майки) Убриакко
- Табита Люпьен — Джули Убриакко
- Лизетт Энтони — Саманта
- Олимпия Дукакис — Рози
- Дэнни Де Вито — голос пса Рокса
- Дайан Китон — голос собаки Дафны